# Gao Yingying
Gao Yingying (17 de setembro de 1981) é uma futebolista chinesa que atua como goleira.

## Carreira
Gao Yingying integrou o elenco da Seleção Chinesa de Futebol Feminino, nas Olimpíadas de 2004. 